# Polystachya rosea
Polystachya rosea là một loài thực vật có hoa trong họ Lan. Loài này được Ridl. miêu tả khoa học đầu tiên năm 1885.